# Tommaso D’Orsogna
Tommaso William D’Orsogna (ur. 29 grudnia 1990 w Perth) – australijski pływak specjalizujący się głównie w stylu dowolnym i zmiennym, brązowy medalista igrzysk olimpijskich i mistrzostw świata.
W 2012 roku podczas igrzysk olimpijskich w Londynie wywalczył w sztafecie brązowy medal na dystansie 4 × 100 m stylem zmiennym (startował w eliminacjach).
Startując na mistrzostwach świata, w 2009 roku w Rzymie w sztafecie zdobył brązowy medal 4 × 200 m stylem dowolnym.
W 2010 roku na igrzyskach wspólnoty narodów w Delhi zwyciężył w wyścigu sztafetowym 4 × 100 m stylem dowolnym.